# Ottla Kafka
Ottilie “Ottla” Kafka, luego Ottilie Davidová (Praga, 29 de octubre de 1892; Auschwitz-Birkenau, 7 de octubre de 1943), era la hermana menor y favorita de Franz Kafka. Fue la más cercana a él entre sus familiares y lo apoyó en tiempos difíciles. 

## Biografía

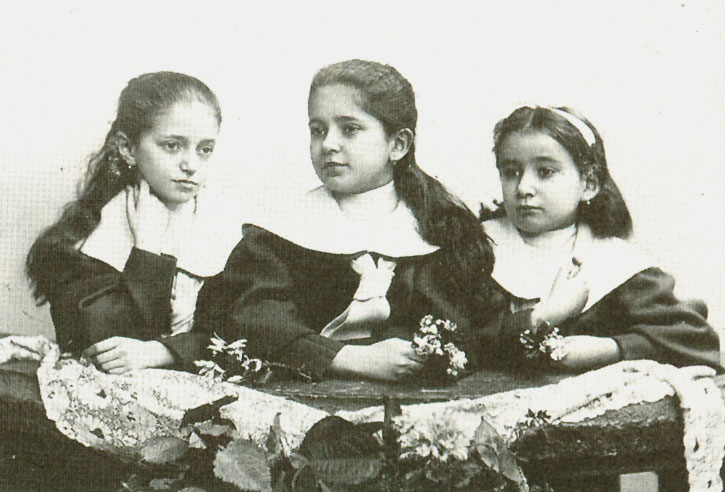
Las hermanas de Franz Kafka, desde la izquierda Valli, Elli, Ottla

Ottilie, llamada Ottla por su familia, nació en Praga, entonces parte del Imperio austrohúngaro, en el seno de una familia judía asquenazí de clase media. Su padre era el empresario Hermann Kafka (1852-1931), su madre, Julie (1856-1934), era hija de Jakob Löwy, un cervecero de Poděbrady. Tenía tres hermanos, Franz, Gabriele ("Ellie") (1889-1942) y Valerie ("Valli") (1890-1942).  Era la hermana favorita de Franz.  Bajo su influencia, ella se interesó por el movimiento sionista y se unió al "Klub jüdischer Frauen und Mädchen" ("Club de mujeres y niñas judías"). Después de asistir a la escuela alemana para niñas en el Fleischergasse, probablemente se trasladó a un instituto de formación privado, como sus dos hermanas mayores. Después de completar su educación escolar, fue la única hermana que trabajó en el negocio de sus padres.  Luego de su educación escolar, entre otros lugares en una escuela agrícola que Franz Kafka había contribuido decisivamente a iniciar, vivió y trabajó en Zürau (hoy Siřem, municipio de Blšany), en Bohemia occidental, en una finca agrícola propiedad de su cuñado Karl Hermann.  Franz Kafka que ya padecía tuberculosis pulmonar, vivió con ella allí desde septiembre de 1917 hasta abril de 1918, y escribió Los aforismos de Zürau. 
En julio de 1920, contra los deseos de su padre, Ottla se casó con el católico checo Josef David, colega de Franz Kafka en la compañía de seguros de accidentes de trabajo. David era abogado y asumió la dirección de la Asociación de Compañías Checas de Seguros Privados.  En 1921 nació Věra, que luego habría de trabajar como profesora de deportes, editora y traductora, y en 1923 nació Helena, que luego fue médica. Franz Kafka siguió su desarrollo  hasta su muerte en junio de 1924. 
El matrimonio de Ottla Kafka no fue feliz. Según la descripción de su hija Věra Saudková, a su padre le hubiera gustado llevar una vida de clase media, mientras que su madre quería una casa en la que las personas socialmente desfavorecidas pudieran siempre tener un plato de sopa. Como Ottla estaba casada con un no judío, estuvo protegida temporalmente, a diferencia de sus dos hermanas, que inicialmente fueron deportadas al gueto de Litzmannstadt en Lodz en octubre de 1941. 

La carga de ayudar a sus hermanas, amigas y familiares cercanos a hacer las maletas, quedarse con ellas la noche anterior a que se las llevaran y acompañarlas hasta el punto de recogida para luego regresar a su propia casa, donde todo parecía transcurrir con normalidad, se volvió insoportable para ella.. La situación de su marido tampoco fue fácil. Dado que, según la ideología racial nazi, se le consideraba de “parentesco judío”, debía contar con que perdería su trabajo. También lo amenazaron con internarlo en el “campo para maridos arios de mujeres judías” en Bystřice (Benešov). 

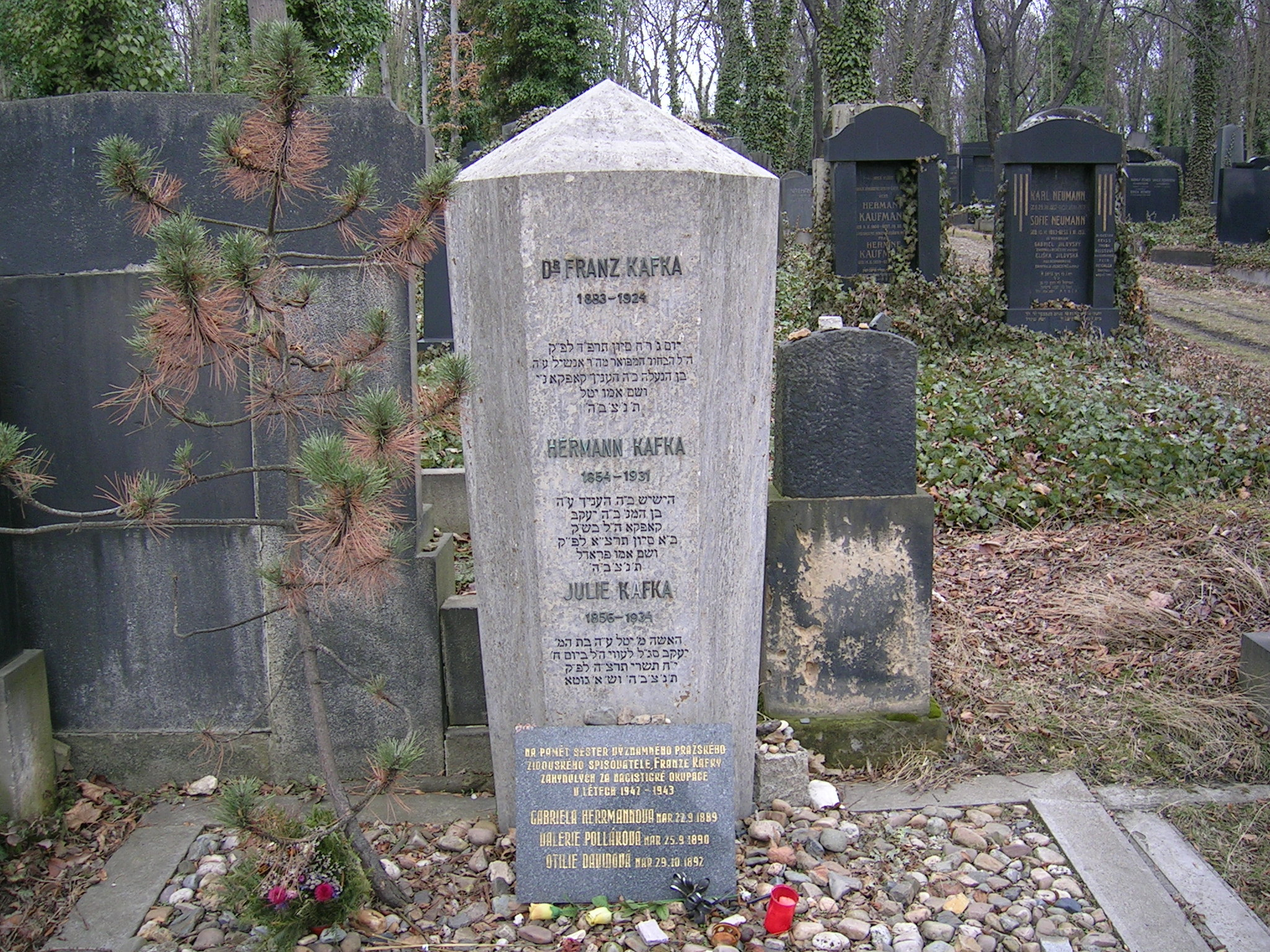
Tumba familiar de Franz Kafka y sus padres en el Nuevo Cementerio Judío de Praga. En una placa conmemorativa separada están los nombres de las tres hermanas menores “Elli”, “Valli” y “Ottla”, de fecha de muerte desconocida, asesinadas entre 1942 y 1943 en el campo de exterminio de Kulmhof y en Auschwitz-Birkenau.

En febrero de 1940, Josef David solicitó el divorcio y en agosto de 1942, se divorciaron. Las hijas no se enteraron del divorcio, lo que hoy hace suponer que pudo haber sido amistoso. Con la ejecución del acta de divorcio, Ottla perdió su protección contra la persecución de los judíos. 
Como muchos otros judíos de Praga, Ottla fue deportada al campo de concentración de Theresienstadt,  donde trabajó como asistente social en un orfanato. Ella ya se había separado de su familia para no poner en peligro a sus hijas. Los „Mischlingskinder“ (“niños mestizos”) también recibían el aviso de deportación tan pronto como cumplian 14 años.  Con la ayuda de un gendarme checo, pudo pasar cartas de contrabando a sus hijas. En estas cartas expresó repetidamente su esperanza sobre un próximo intercambio de niños del gueto de Bialystok, a los que se le permitiría acompañar. 
Un transporte humanitario de este tipo, escribió, estaba previsto para Suiza o Suecia. Sus hijas, a quienes se les prohibió ingresar a Theresienstadt porque eran “mitad judías”, se mudaron con Karel Projsa, un amigo de la organización juvenil comunista y uno de los primeros admiradores de Kafka, y sobrevivieron a la guerra.  El 5 de octubre de 1943, Ottla, junto con otras 52 enfermeras, acompañó como voluntaria a un grupo de 1.200 niños a Auschwitz,  donde fue asesinada poco tiempo después. 
Las hermanas de Ottla, Elli y Valli, y otros familiares fueron enviados al gueto de Łódź, donde fueron asesinados.  Una placa conmemorativa recuerda a las tres hermanas en la tumba familiar en el Nuevo Cementerio Judío de Praga. 
Vera Saudkova, la última sobrina de Kafka, falleció el 3 de agosto de 2015 a la edad de 94 años en Praga. 

## Correspondencia con Franz Kafka
Las cartas y postales dirigidas a Ottla se conservaron y datan de septiembre de 1909 a enero de 1924. Fueron enviadas, entre otros lugares, desde Praga, Merano y Berlín. Las hijas de Ottla, Věra y Helene, las tuvieron en Praga hasta 1970. Gracias a la intervención de un investigador de Kafka, fueron llevadas a Oxford, donde estuvieron en la biblioteca de la universidad hasta noviembre de 2010. Fueron publicadas por primera vez en 1974 por Hartmut Binder y Klaus Wagenbach. 
En enero de 2011 se anunció que toda esta correspondencia se subastaría en abril en una casa de subastas de Berlín.  En febrero de 2011, el Archivo de Literatura Alemana de Marbach esperaba poder adquirir la correspondencia con apoyo privado.  Finalmente, el Archivo de Marbach y la Biblioteca Bodleian de Oxford adquirieron conjuntamente la correspondencia en abril de 2011.  Agradecieron a los herederos de Ottla su disposición a vender las cartas antes de la subasta y también al generoso patrocinador, que permaneció en el anonimato a petición propia, cuyo desinteresado compromiso impulsó la campaña de recaudación de fondos.  